# Hapona amira
Hapona amira är en spindelart som beskrevs av Forster 1970. Hapona amira ingår i släktet Hapona och familjen Desidae. Inga underarter finns listade i Catalogue of Life.